# Sobonfu Somé
Sobonfu Somé (mất ngày 14 tháng 1 năm 2017 ) là một giáo viên và nhà văn Burkinabe, chuyên về các chủ đề tâm linh. Bà đã viết ba cuốn sách: cuốn đầu tiên của bà, Tinh thần thân mật, nhìn vào các mối quan hệ và sự thân mật thông qua lăng kính của tâm linh và giáo lý châu Phi.
Bà thành lập tổ chức Mùa xuân trí tuệ để dạy tâm linh châu Phi cho người phương Tây và cung cấp nước uống cho các ngôi làng ở Tây Phi.

## Đặt tên
Sobonfu Somé là một phụ nữ Dagaaba. Trong tác phẩm của mình, bà đã thảo luận về văn hóa và truyền thống Dagaaba. Một câu chuyện mà cô kể lại là, trong một buổi lễ đặt tên, mẹ bà đã bị đặt trong tình trạng giống như trance, trong đó bà và những già làng trong cộng đồng đã đoán ra mục đích sống của Sobunfu. Bà cho biết họ đã đặt tên cho bà khi bà còn chưa ra đời cái tên Sobonfu, có nghĩa là "Người giữ nghi lễ", dựa trên kinh nghiệm này.

## Kết hôn
Sobonfu đã kết hôn với Malidoma Patrice Somé trong một cuộc hôn nhân sắp đặt. Hai vợ chồng chuyển đến London, và sau đó là Hoa Kỳ.

## Qua đời
Somé mất vì suy yếu hệ miễn dịch do ô nhiễm nước.

## Công trình
- Tinh thần của sự thân mật: Giáo lý cổ xưa trong các cách quan hệ. New York, NY: Quill, 2002. ISBN 0688175791
- Ngôi nhà tinh thần chào đón: Giáo lý cổ xưa của người châu Phi để tôn vinh trẻ em và cộng đồng. Novato, CA: Thư viện thế giới mới. ISBN 1577310098 Mã số   1577310098 [7]
- Rơi khỏi ân sủng: Thiền về mất mát, chữa lành và trí tuệ. El Sobrante, CA: Sách North Bay. Vũ khí, S. (2002). ISBN 0972520023 Mã số   0972520023.
- Trí tuệ của phụ nữ từ trái tim của châu Phi. Louisville, CO: Âm thanh Đúng, 2004. ISBN 1591791618 Mã số 1591791618